# Барбарово (Пуховичский район)
Барбарово (бел. Барбаро́ва) — деревня в Пуховичском районе Минской области Республики Беларусь. Входит в состав Новопольского сельсовета.

## География
Расположена в 32 км на запад от Марьиной Горки, 84 км от Минска, 35 км от железнодорожной станции Руденск на линии Минск — Осиповичи, на автомобильной дороге Р-69 Смолевичи — Шацк.
Ближайшие населённые пункты Ковалевичи, Кукига, Сергеевичи и др.

## Этимология
Название происходит от собственного имени Барбара. Вероятно, от имени дочери Юзефа Прозора, которая владела фольварком после отца.

## История

### Великое Княжество Литовское и Российская империя

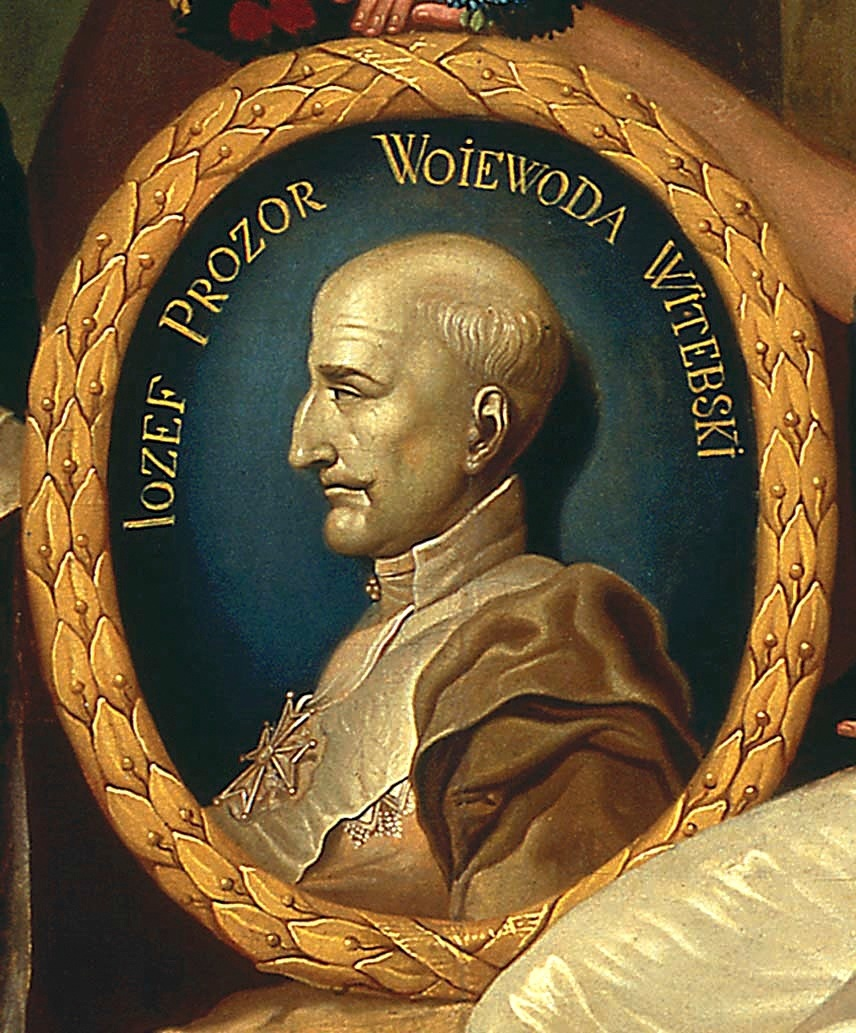
Медальон с изображением Юзефа Прозора, основателя Барбарова. Фрагмент картины Франциска Смуглевича «Партрэт радзіны Прозараў» (1789)

Фольварк Барбаров при дороге из Сергеевичей до Шацка заложил в XVIII веке Юзеф Прозор, воевода витебский. Входил в состав Минского уезда Великого Княжества Литовского, принадлежал к домену Сергеевичи. Юзеф Прозор с женой Александрой из Зарянков имели двух дочерей: Барбару и Розу. Фольварк Барбаров и другие домены Сергеевичи в наследство получила Барбара (см. Сергеевичи).
По второму разделу Речи Посполитой 1793 года в Российской империи, в составе Игуменского уезда Минской губернии. После 1861 года в Цитвянской волости Игуменского уезда Минской губернии. В 1863 году фольварк разделен между дворской службой. В 1888 году открыта школа грамоты, в 1890 году училось 14 мальчиков.

### Новейшее время
С конца февраля 1918 года территория оккупирована войсками Германской империи. 25 марта 1918 года согласно Третьей Уставной грамоте волость провозглашена частью Белорусской Народной Республики. В декабре 1918 года занята Красной Армией, с 1 января 1919 года в соответствии с постановлением I съезда КП(б) Беларуси она вошла в состав Советской Белоруссии, с 27 февраля 1919 года — в ЛитБел ССР. Во время польско-советской войны в августе 1919 — июле 1920 годов под оккупацией Польши (Минский округ ГУУЗ).
С 31 июля 1920 года в Белорусской ССР.
Во Вторую мировую войну с конца июня 1941 года до начала июля 1944 года оккупирована нацистской Германией. Была сожжена часть деревни и убиты 10 ее жителей. После войны деревня восстановлена.
До 29 июня 2006 года деревня входила в состав Сергеевичского сельсовета. С 2006 года по 28 мая 2013 года в составе Правдинского поссовета. 28 мая 2013 года деревня передана из упразднённого Правдинского поссовета в состав Новопольского сельсовета.

## Население

### Численность
- 2019 год — 13 жителей

### Динамика
- 1897 год — 8 дворов, 69 жителей
- 1908 год — 8 дворов, 50 жителей[5]
- 1917 год — 12 дворов, 73 жителей
- 1940 год — 18 дворов, 88 жителей
- 1960 год — 68 жителей
- 1999 год — 24 жителей (перепись населения)
- 2002 год — 12 дворов, 18 жителей
- 2009 год — 16 жителей (перепись населения)[5]
- 2012 год — 9 хозяйств, 11 жителей
- 2019 год — 13 жителей (перепись населения)

## Улицы
- Центральная